# كونستانتين بازيليوك
كونستانتين بازيليوك (بالروسية: Константин Сергеевич Базелюк)‏ (12 أبريل 1993 بفيتيازيفو في روسيا - ) هو لاعب كرة قدم روسي في مركز الهجوم. شارك مع منتخب روسيا تحت 19 سنة لكرة القدم ومنتخب روسيا تحت 21 سنة لكرة القدم. أما مع النوادي، فقد لعب مع توربيدو موسكو ونادي سيسكا موسكو ونادي سكا خاباروفسك.

## وصلات خارجية
- كونستانتين بازيليوك على موقع الاتحاد الأوربي (الإنجليزية)
- كونستانتين بازيليوك على موقع قاعدة بيانات كرة القدم.إي يو (الإنجليزية)
- كونستانتين بازيليوك على موقع Soccerway.com (الإنجليزية)
- كونستانتين بازيليوك على موقع AS.com (الإسبانية)